# Libellula nodisticta
Libellula nodisticta är en trollsländeart som beskrevs av Hagen 1861. Libellula nodisticta ingår i släktet Libellula och familjen segeltrollsländor. Inga underarter finns listade i Catalogue of Life.